# フリードリヒ・ルートヴィヒ・ヤーン運動公園
フリードリヒ・ルートヴィヒ・ヤーン運動公園（フリードリヒ・ルートヴィヒ・ヤーンうんどうこうえん、独: Friedrich-Ludwig-Jahn-Sportpark、略称：ヤーン運動公園、Jahn-Sportpark）は、ドイツのベルリン市パンコウ区にある公園である。「ドイツの体操の父」と呼ばれるフリードリヒ・ルートヴィヒ・ヤーンの功績を顕彰し名付けられた。陸上競技場は2014-2015年シーズンのUEFA女子チャンピオンズリーグ決勝戦の試合会場として使用された。
当地はプロイセン時代の練兵場跡地であり、現在も使用されているものとしてはドイツ国内最古のサッカー競技場がある。また市内最大級の競技施設である通称「大競技場」(Großen Stadion) と呼ばれる陸上競技場とマックス・シュメリング・ハレがあり、ベルリン市内における各種スポーツ大会やイベントなどの会場としても重要な位置を占めている。公園全体は1951年に建設され、ベルリン市では今後障害者スポーツに対応した施設に改修する計画がある。

## 施設
主要施設として、西側にある「大競技場」と呼ばれる陸上競技場と、屋内競技場のマックス・シュメリング・ハレがある。

### 陸上競技場
1951年の第3回世界青年学生祭典に際して、アインザーメン・パッペル競技場として建設された。旧練兵場であった当地は第二次世界大戦後に200万 m3の戦災瓦礫で覆われていたが、収容人数3万人でスタンド部分に戦災瓦礫を使用したモダニズム建築の競技場を、バウハウス出身のルドルフ・オルトナーが設計し、わずか数か月の工期で建設された。建設には自由ドイツ青年団が参加している。高さ約15 mのスタンドの基礎部分に戦災瓦礫を利用する方法は、ライプツィヒ中央競技場やローゼナウシュタディオンと共通する。フリードリヒ・ルートヴィヒ・ヤーン没後100周年を記念して、1952年に現在の名称に改められた。1962年にベルリンの壁が建設されると、競技場のスタンドからわずか数 m先に壁が作られ、その一部分は現在も隣接するマウアー公園（壁公園）に残されている。

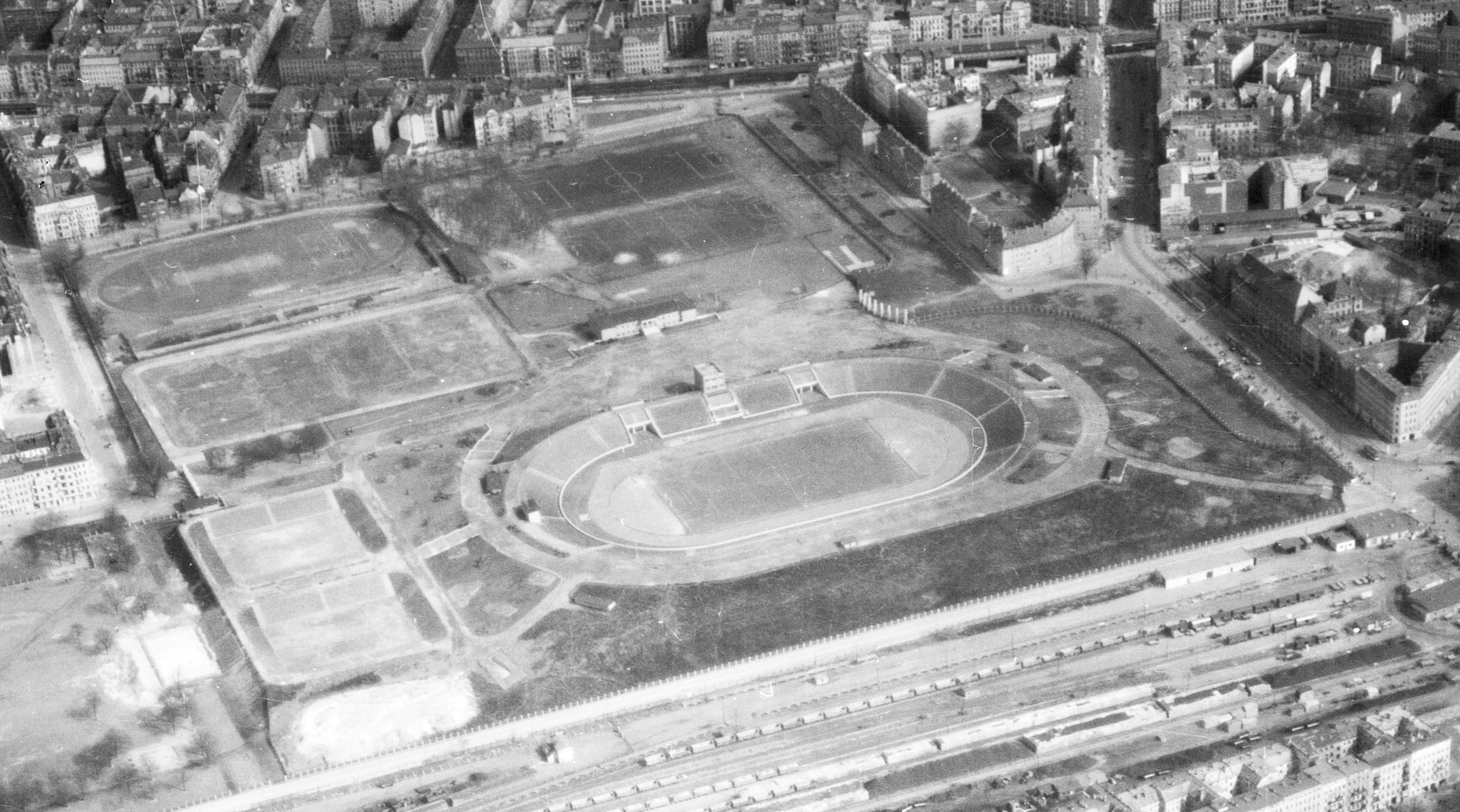
ヤーン運動公園周辺の空中写真。1954年撮影

その後何度かの改修工事を経ており、ナイター施設は1964年、舗装レーンはその6年後に設置された。1986年から1987年にかけて大規模な拡張工事が行われ、赤い外壁のチェコ風のメインスタンドとバックスタンドには特徴的な扇形の屋根が建設され、インフィールドに向かって傾斜した照明塔が設置された。1998年に座席がベンチ状のものからバケットシート状に変更、2015年UEFA女子チャンピオンズリーグ決勝戦開催にあたり、200万ユーロあまりをかけピッチの張替え、メインスタンド、衛生、防火施設の改修を行った 。
現在陸上競技設備として、8レーンの走路と障害物競走用の水壕がある。

### 屋内競技場
マックス・シュメリング・ハレは1996年に完成した屋内競技場で、2000年夏季五輪招致にあたり、ボクシング競技会場として計画された。

### 公園東側

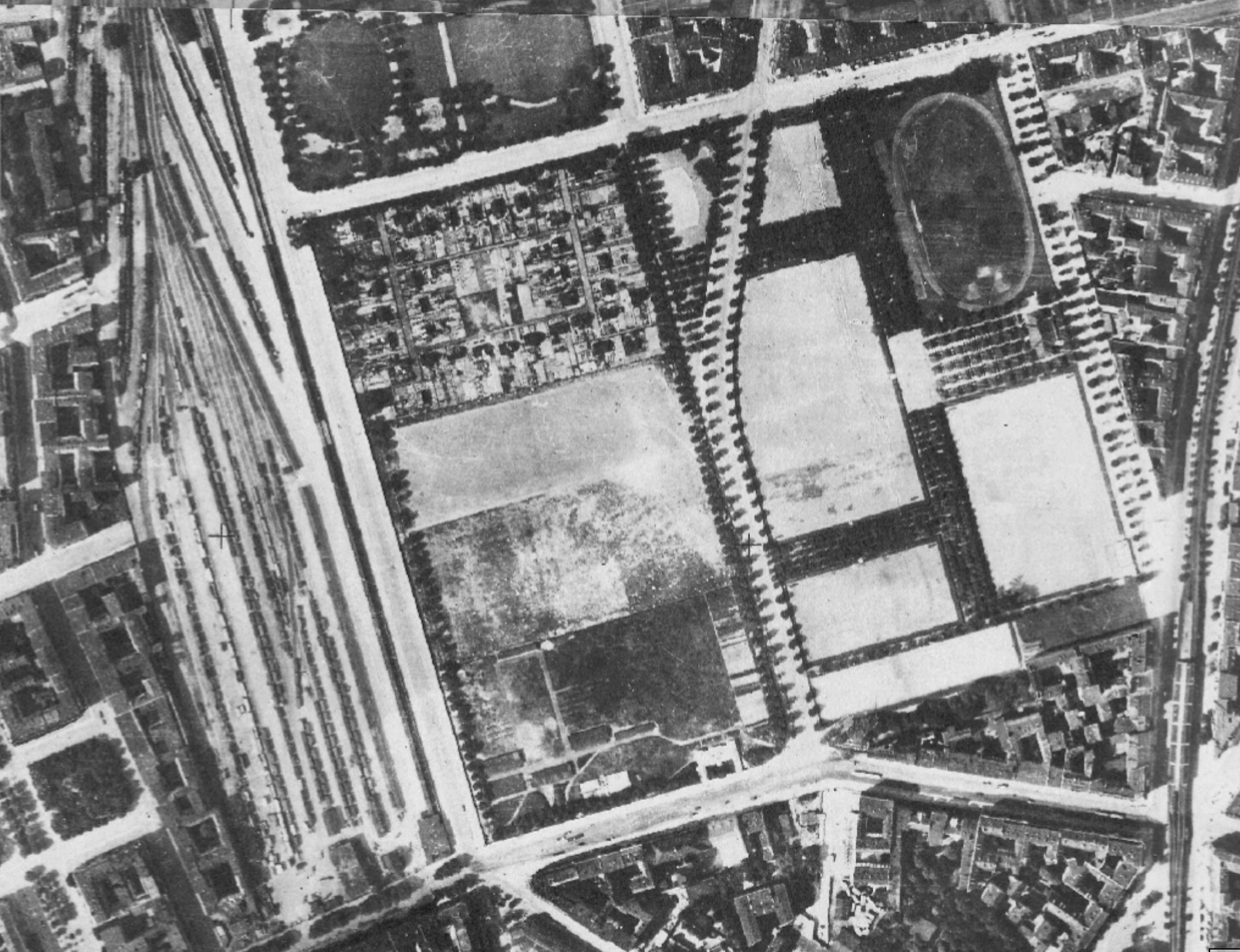
市営運動場当時の空撮。1928年撮影

1911年にベルリン市が練兵場東側を購入、1912年に市営運動場として開園したが、これが現公園の東側区画にあたる。開園当初は自由広場と運動場のみであったが、1920年代に陸上競技場が建設された。現在「小競技場」(Kleine Stadion) と呼ばれるこの競技場は、陸上競技用のトラックと天然芝68 m×104 mのインフィールドがある。30年代には競技場のほか、テニスコートと子供用プールがあった。
1951年にヤーン競技場を建設する際に、テニス、バスケットボール、バレーボールコート合わせて12面が作られた。マックス・シュメリング・ハレ建設にあわせて、人工芝のテニスコート5面に改修、2018年にトップス通り側にサッカー場2面とゴム製の床のバスケットボールコート3面に改修された。

## アクセス
- フリードリヒ・ルードヴィヒ・ヤーン運動公園電停 - ベルリン市電M10系統
- エーベルスヴァルデ通り駅（ドイツ語版） - ベルリン地下鉄2号線、ベルリン市電M1、M10、12系統
- ベルリン・シェーンハウゼン通り駅（ドイツ語版） - Sバーン環状線S2、41、42、ベルリン地下鉄2号線
- ロルツィング通り停留所 - 市内バス（ドイツ語版） 247系統